# Reinhold Syd
Reinhold Syd var ett svenskt fastighetsbolag. Företaget ingick i Reinhold Gustafssons fastighetskoncern och var börsnoterat, i likhet med systerbolaget Reinhold City. Moderbolaget Reinhold AB hade 1982 börsintroducerats som Reinhold Gustafsson Fastighets- och Byggnads AB och 1988 köpts ut från börsen av Reinhold Gustafsson.
I samband med finanskrisen i början av 1990-talet hamnade koncernen i ekonomiska svårigheter, och 1992 gick moderbolaget Reinhold AB i konkurs.